# Edward Lee Howard
Edward Lee Howard (ur. 1951 w Alamogordo, zm. 2002 w Moskwie) - były funkcjonariusz Centralnej Agencji Wywiadowczej USA. Po wykryciu jego współpracy z KGB, w 1985 zbiegł do Związku Radzieckiego. Według innej wersji zrobił to z zemsty, za niesłuszne zwolnienie z CIA.

## Życiorys

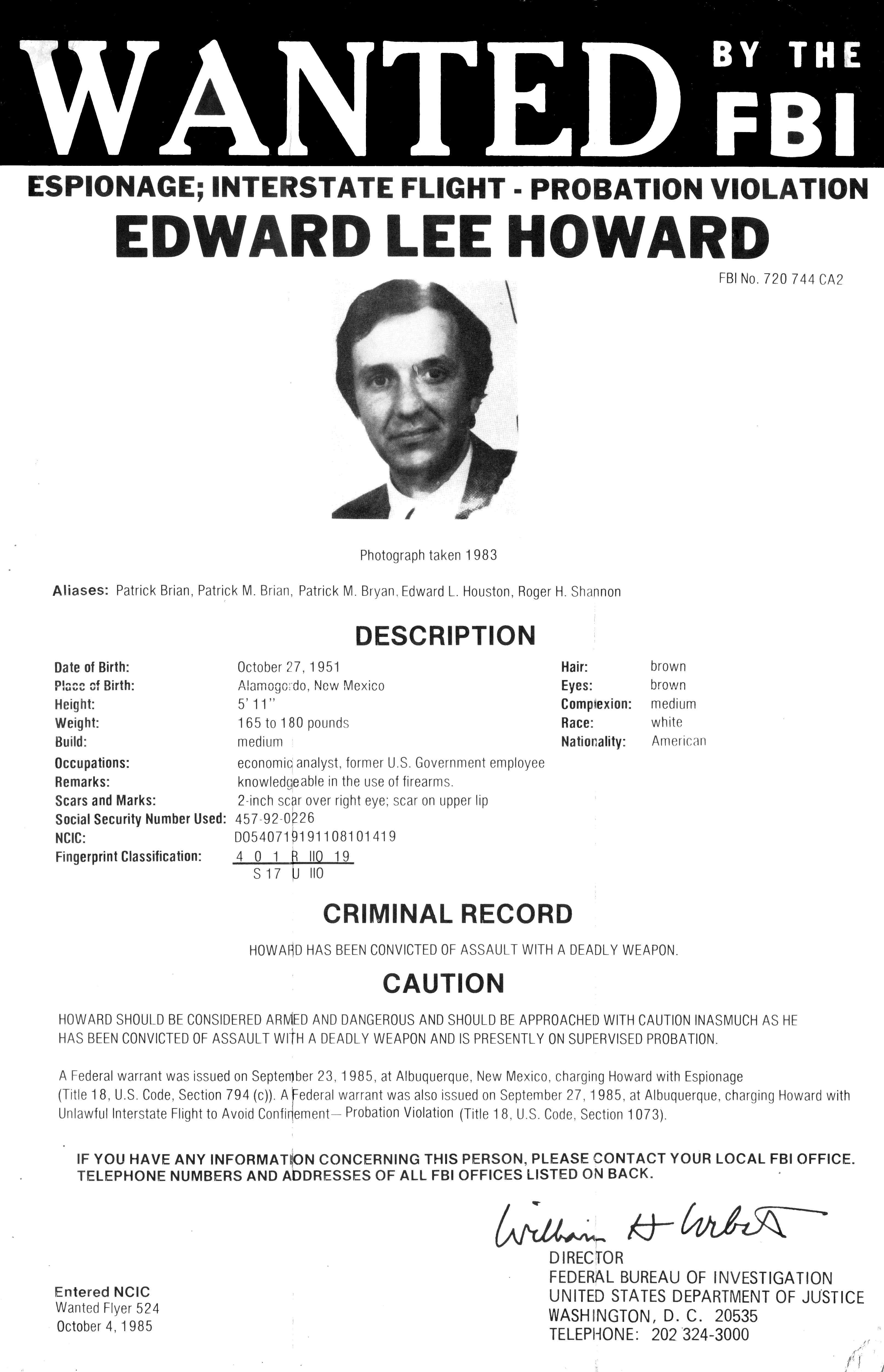
Plakat informujący o poszukiwaniach Edwarda Howarda przez FBI

Edward Lee Howard urodził się w 1951 w Alamogordo w Nowym Meksyku w Stanach Zjednoczonych. Jego matka pochodziła z rodziny hiszpańsko-amerykańskiej, ojcem był sierżantem lotnictwa armii USA, dlatego młodość spędził w wielu garnizonach sił powietrznych w kraju i za granicą. Przebywając w Republice Federalnej Niemiec nauczył się języka niemieckiego. W 1972 ukończył studia na uniwersytecie stanowym w Teksasie i podjął pracę w Exxon Corp w Irlandii, a następnie w Korpusie Pokoju w Kolumbii, gdzie poznał swą przyszłą żonę Mary. W 1975, po zrobieniu dyplomu, zaangażował się jako urzędnik amerykańskiej Agencji Rozwoju w Peru. Po powrocie do kraju związał się z firmą planowania przestrzennego w Chicago. Tam w 1980 na podstawie wcześniejszego zgłoszenia nawiązali z nim kontakt funkcjonariusze Centralnej Agencji Wywiadowczej CIA. Po rocznym szkoleniu w Camp Peary, gdzie jednym z instruktorów była Martha Peterson (agentka CIA, aresztowana w Moskwie w 1977 za szpiegostwo), rozpoczął pod przykrywką dyplomatyczną służbę w Moskwie jako oficer prowadzący miejscową agenturę. Zgodnie z nową polityką kadrową, żona Howarda, Mary, została przeszkolona jako tzw. pracownik wspierający, którego zadaniem było osłanianie oficerów podczas pracy operacyjnej. W 1983 Edward Howard został usunięty z CIA, ponieważ nie zaliczył testów na wariografie (tzw. wykrywaczu kłamstw), którym pracownicy Centralnej Agencji Wywiadowczej są poddawani raz na pięć lat lub częściej (jeżeli zaszła potrzeba).
Wyszło wówczas na jaw, iż zażywał narkotyki, pił nadmiernie, a ponadto trudnił się drobnymi kradzieżami. Po wyrzuceniu z CIA Howard znalazł pracę w biurze władz stanowych w Santa Fe w Nowym Meksyku. Nadal nadużywał alkoholu, a gdy w lutym 1984 wywołał burdę pijacką, ostrzeliwując się z Magnum 45, został poddany nadzorowi sądowemu na pięć lat. We wrześniu 1984 wyruszył w podróż po Europie. Według FBI w Wiedniu spotkał się z oficerem KGB, któremu w zamian za zapłatę przekazał w drobnych szczegółach informacje o swej służbie w CIA. Możliwe, iż uznano go za potencjalnego agenta, ponieważ mieszkał opodal ośrodka atomowego Los Alamos, gdzie wyprodukowano pierwszą bombę atomową (projekt Manhattan), a w latach osiemdziesiątych opracowywano tzw. program gwiezdnych wojen. Znajomość hiszpańskiego predestynowała zaś Howarda do rozpracowania ośrodka CIA w Santa Fe, kierującego operacjami w Ameryce Łacińskiej.
W marcu 1985 wraz z żoną wyjechał powtórnie do Europy, podając jako cel podróży Niemcy. W lipcu przyznał się do swej działalności byłemu współpracownikowi CIA, któremu oświadczył, iż przekazywał informacje agentom radzieckim, nie wywołało to jednak żadnej reakcji w Langley. Miesiąc później Witalij Jurczenko stwierdził podczas przesłuchań, że jesienią 1984 w ambasadzie amerykańskiej w Moskwie działał groźny „kret”. W tej sytuacji Federalne Biuro Śledcze na prośbę Centralnej Agencji Wywiadowczej rozpoczęło na podstawie wyroku sądowego inwigilację Edwarda Howarda. 20 września podczas wstępnej rozmowy sprawił na przesłuchujących go funkcjonariuszach wrażenie chętnego do współpracy. Nazajutrz wraz z żoną wyruszył samochodem do Santa Fe, eskortowany przez ekipę agentów federalnych. W pewnym momencie, gdy ich samochód znajdował się za zakrętem, Edward wyskoczył z jeepa, a jego żona Mary postawiła na jego miejscu manekina. Gdy 23 września uzyskano zgodę na aresztowanie, Edward Howard był już w połowie drogi do Moskwy. Dotarł tam przez Nowy Jork, Kopenhagę i Helsinki, stamtąd został wywieziony w bagażniku przez radzieckiego dyplomatę i dostarczony do Związku Radzieckiego.
W sierpniu 1986 Howard pojawił się publicznie, a władze państwowe ZSRR poinformowały o przyznaniu mu azylu ze względów humanitarnych, a następnie o nadaniu obywatelstwa. Występując w programie telewizyjnym Howard oświadczył: Kocham swój kraj i nie uczyniłem niczego, co mogło narazić na szwank jego interesy.
W opublikowanych w 1995 wspomnieniach Safe House stwierdził, iż zaopatrzony przez KGB w fałszywy paszport przybył do Stanów Zjednoczonych, ale dowiedziawszy się, iż FBI zawarło ugodę z jego żoną, powrócił do Rosji, gdzie założył firmę consultingową dla firm amerykańskich, mających zamiar otworzyć filie w Rosji. Howarda przez dłuższy czas uważano za winnego zatrzymania oficerów wywiadu amerykańskiego w Moskwie: Paula M. Stambaugha jra (oficjalnie drugiego sekretarza ambasady), Michaela Sellersa (również drugiego sekretarza ambasady), Erica Sitesa (attaché wojskowego) oraz agenta miejscowego Adolfa Tołkaczewa. W tym ostatnim przypadku Howard nie przyznawał się do winy, ale przemawiał przeciwko niemu łańcuch poszlak. Jednak po ujawnieniu w 1994 Aldricha Amesa uważa się, iż głównym winowajcą jest właśnie on. 12 Lipca 2002 ciało Howarda zostało znalezione w ogrodzie jego daczy, w miasteczku 10 mil na północ od Moskwy.